# البرتو، جیمینا راکیسینی
البرتو، جیمینا راکیسینی (به لاتین: Albertów, Gmina Rokiciny) یک منطقهٔ مسکونی در لهستان است که در Gmina Rokiciny واقع شده‌است.